# Mahjong Tiles
Mahjong Tiles è un blocco Unicode. È costituito dai 48 caratteri compresi nell'intervallo U+1F000-U+1F02F.
Introdotto in Unicode 5.1, contiene le tessere del gioco cinese mahjong. Nel blocco è presente un emoji.

## Tabella compatta di caratteri

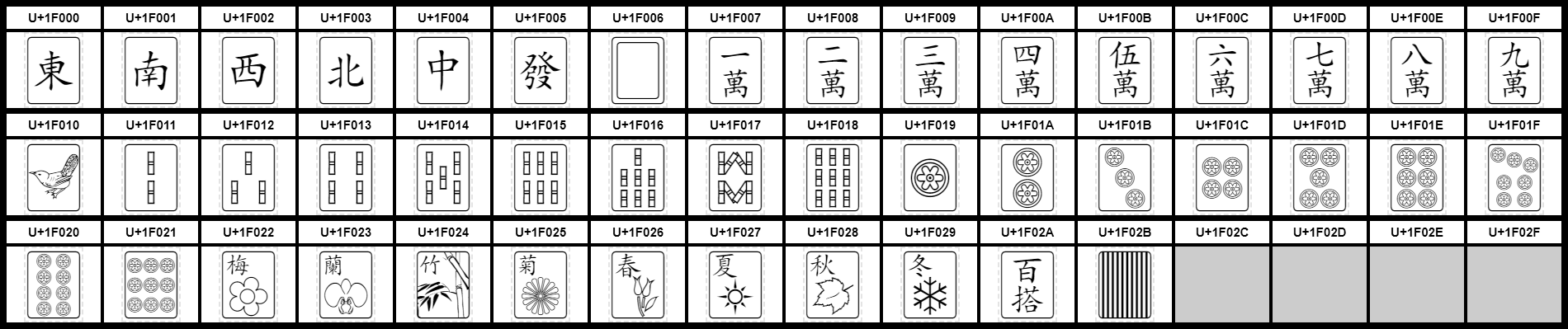
Mahjong Tiles

|      | 0 | 1 | 2 | 3 | 4  | 5 | 6 | 7 | 8 | 9 | A | B | C | D | E | F |
| ---- | - | - | - | - | -- | - | - | - | - | - | - | - | - | - | - | - |
| 1F00 | 🀀 | 🀁 | 🀂 | 🀃 | 🀄 | 🀅 | 🀆 | 🀇 | 🀈 | 🀉 | 🀊 | 🀋 | 🀌 | 🀍 | 🀎 | 🀏 |
| 1F01 | 🀐 | 🀑 | 🀒 | 🀓 | 🀔  | 🀕 | 🀖 | 🀗 | 🀘 | 🀙 | 🀚 | 🀛 | 🀜 | 🀝 | 🀞 | 🀟 |
| 1F02 | 🀠 | 🀡 | 🀢 | 🀣 | 🀤  | 🀥 | 🀦 | 🀧 | 🀨 | 🀩 | 🀪 | 🀫 |   |   |   |   |